# Federación Sefardí Estadounidense
La Federación Sefardí Estadounidense, es una organización sin ánimo de lucro judía, que fortalece y organiza las actividades religiosas y culturales de los judíos sefardíes, preserva la herencia, la tradición y la cultura sefardí en los Estados Unidos y publica libros y literatura relacionada con la cultura y la tradición sefardí. La federación también trabaja para aumentar la conciencia de la antigua existencia de grandes comunidades judías en el mundo árabe y musulmán.

## Actividades
La federación existe para promover y preservar las tradiciones espirituales, históricas, culturales y sociales de todas las comunidades sefardíes, como parte integral de la herencia judía, en los Estados Unidos. 
El tema de su conferencia fundacional fue "dedicarse a revitalizar entre los sefardíes la cultura y la herencia en los Estados Unidos y para ayudar a la población desfavorecida del Estado de Israel".
Las conferencias anuales de la federación, que también publican una serie de informes sobre el trabajo de la organización y temas relacionados con los judíos sefardíes en los Estados Unidos, se llevan a cabo en varios lugares de los Estados Unidos y sirven como un recordatorio cultural de Oriente Medio y el Norte de África. 
Su papel en el centro de historia judía es servir como el único socio totalmente centrado en los judíos de la península ibérica, África del Norte, los Balcanes, Oriente Medio y Asia. 
En 2000, cuando el centro de historia judía se abrió al público, la federación abrió lo que entonces era el único espacio de exhibición sefardí dedicado en América del Norte en la nueva ubicación del centro. 
Una de las funciones más importantes de la federación fue su papel en la vida de la juventud sefardí. La primera convención nacional de jóvenes se celebró en Atlanta, Estado de Georgia, en noviembre de 1973, y asistieron más de 450 personas. 
Los programas de educación para jóvenes de la federación también ayudan a asegurar el continuo crecimiento y vitalidad de la cultura judía sefardí. 
Cuando el Senado de los Estados Unidos comenzó a investigar el problema de los judíos que huían de los países árabes en el Medio Oriente, la federación participó en su investigación sobre los más de 800.000 judíos que decidieron abandonar sus hogares en ese momento.
En conexión con otros grupos en todo el Mundo, la federación ha estado involucrada en esfuerzos para obtener información de los afectados. 
La Federación Sefardí Estadounidense es la fundadora del festival de cine judío sefardí de Nueva York, que honra a importantes personalidades sefardíes con el Premio Pomegranate.

## Historia
Aunque se formó en 1952 como una rama de la Federación Mundial Sefardí, la Federación Sefardí Estadounidense permaneció relativamente inactiva hasta que se organizó oficialmente en 1973, después de lo cual se estableció como organización nacional y recibió su estatus 501(c)(3) en mayo de 1974.
En 2002, la casa sefardí, que había estado compartiendo espacio con la federación en el centro de historia judía, se unió a la federación. Los dos ahora operan como uno bajo el nombre de Federación Sefardí Estadounidense / Casa Sefardí (ASF/SH), como una organización judía nacional con secciones locales. Con esta fusión, ASF/SH ha centrado sus actividades en la celebración de eventos culturales y académicos, y en la publicación de libros.